# Либштедт
Либштедт (нем. Liebstedt) — община в Германии, в земле Тюрингия. 
Входит в состав района Веймар. Подчиняется управлению Ильмталь-Вайнштрассе. Население составляет 422 человека (на 31 декабря 2010 года). Занимает площадь 8,87 км².